# Čáslav
Čáslav (niem. Tschaslau lub Czaslau) − miasto w Czechach, w kraju środkowoczeskim.
31 grudnia 2003 powierzchnia miasta wynosiła 2646 ha. 1 stycznia 2017 gminę zamieszkiwało 10 375 osób, a ich średni wiek wynosił 42,0 roku.  

## Demografia
| Rok             | 1970   | 1980  | 1991   | 2001  | 2003  |
| --------------- | ------ | ----- | ------ | ----- | ----- |
| Liczba ludności | 10 317 | 9 950 | 10 107 | 9 904 | 9 931 |

Źródło: Czeski Urząd Statystyczny

## Urodzeni w Čáslavi
- Jan Tomáš Forman – reżyser filmowy, twórca m.in. filmu Lot nad kukułczym gniazdem,
- David Jarolím – piłkarz grający na pozycji defensywnego pomocnika,
- Karel Jarolím – były czechosłowacki piłkarz i obecnie trener,
- Milan Cabrnoch – polityk i lekarz, od 2004 poseł do Parlamentu Europejskiego,
- Jiří Mahen – poeta, prozaik, dramaturg i publicysta, reżyser teatralny i wszechstronny działacz kulturalny,
- František Moravec – wojskowy czechosłowacki, szef wywiadu w czasie II wojny światowej
- Zdeněk Špinar – paleontolog, zajmował się przede wszystkim wymarłymi płazami bezogonowymi.
- Jan Ladislav Dussek – kompozytor i pianista,